# Paul Mourier
Paul Mourier, född 21 februari 1913 i Thorslunde, Danmark, död 19 april 1963, var en dansk arkitekt och skådespelare. 
Mourier påbörjade sin utbildning till arkitekt 1931. Under studierna kom han i kontakt med studentteatern och debuterade i studentrevyn 1933. Han debuterade som "riktig" skådespelare 1941 i revyn Vi unge mennesker. Han engagerades 1942-1943 i Lulu Zieglers revy där han även träffade sin blivande fru Manja Povelsen. Tillsammans med henne startade han Den lille Cabaret i Grand Cafe på Kongens Nytorv i Köpenhamn. Han medverkade i ett stort antal reklamfilmer.

## Filmografi (urval)
- 1947 - Mani
- 1956 - Den store gavtyv